# Zombie (canção)
"Zombie" é uma canção da banda irlandesa de rock alternativo The Cranberries, lançada em 1994 como um single. A música foi escrita por Dolores O'Riordan e é um lamento aos conflitos envolvendo a questão protestante na Irlanda do Norte. O riff da canção é bem pesado, comparado a outros singles da banda. Ficou em primeiro lugar nas paradas de alguns países como Austrália, Bélgica, Dinamarca e Alemanha.
Em 2017, a música foi lançada como uma versão acústica e despojada no álbum Something Else da banda. Em abril de 2020, tornou-se a primeira música de uma banda irlandesa a superar um bilhão de visualizações no Youtube. sendo então a quarta música do século XX a ter mais de um bilhão de visualizações. Até abril de 2020, a música foi transmitida 472 milhões de vezes no Spotify e vendeu 778.942 cópias no Reino Unido.

## Antecedentes e composição
Durante os conflitos na Irlanda do norte, mais de 3.500 pessoas morreram e dezenas de milhares foram feridos em mais de 30 anos de brutalidade e complexidade. O IRA , que é dedicado à remoção das forças britânicas da Irlanda do Norte e à unificação da Irlanda, matou mais de 2 000 pessoas. Houve mais de 10 000 ataques a bomba na época, na Irlanda do Norte, na República da Irlanda e na Grã-Bretanha, em um conflito armado entre o IRA provisório, os paramilitares leais a Ulster e as forças de segurança britânicas, que pode ser pensado como uma luta pela identidade.
A música foi escrita em resposta à morte de Johnathan Ball com apenas 3 anos, e Tim Parry, de 12, mortos no atentado do IRA em Warrington ,noroeste da Inglaterra , quando dois dispositivos escondidos em lixeiras foram detonados. Johnathan Ball morreu no local do ataque como resultado de seus ferimentos causados por estilhaços e, cinco dias depois, Tim Parry perdeu a vida como resultado de ferimentos fatais na cabeça. outros 54 ficaram feridos, alguns gravemente. Os dois meninos foram às compras para comprar cartões de dia das mães em uma das ruas comerciais mais movimentadas da cidade.
"Havia muitas bombas explodindo em Londres e eu lembro que uma vez uma criança foi morta quando uma bomba foi colocada em uma lixeira - é por isso que há aquela frase na música: 'Uma criança é levada lentamente'. [...] Nós estávamos em um ônibus de turismo e eu estava perto do local onde aconteceu, então realmente me impressionou - eu era bem jovem, mas me lembro de estar arrasada com as crianças inocentes sendo puxadas para esse tipo de coisa. Então, suponho que seja por isso que eu estava dizendo: 'Não sou eu' - mesmo sendo irlandesa, não fui eu, não o fiz. Por ser irlandesa, foi bastante difícil, especialmente no Reino Unido, quando havia tanta tensão."
- Dolores O'Riordan, falando sobre a composição do clássico de "Zombie".
A letra e os acordes de "Zombie" foram escritos inicialmente em um violão na Irlanda por Dolores O'Riordan sozinha tarde da noite, durante a turnê inglesa do Cranberries 'em 1993. Mas então O'Riordan levou-a para ensaios e foi traduzida para uma guitarra elétrica. A música foi gravada no Windmill Lane Studios, em Dublin, em 1994, com o produtor Stephen Street,e eles passaram muito tempo trabalhando para acertar as configurações da guitarra para dar um som adequadamente expansivo. O ex-empresário do Cranberries, Allen Kovac, afirmou que a Island Records pediu que eles não lançassem a música" politicamente urgente "como single, e que O'Riordan havia rasgado um cheque de 1 milhão de dólares que a gravadora lhe ofereceu. para trabalhar em outra música. "Dolores era uma pessoa muito pequena, frágil, mas muito opinativa", disse Kovac. "Sua crença era que ela era uma artista internacional e queria quebrar o resto do mundo, e 'Zombie' era parte dessa evolução. Ela sentiu a necessidade de se expandir além de 'eu te amo,
Em 16 de janeiro de 2018, Colin Parry, pai da vítima do IRA Tim Parry, agradeceu a Dolores O'Riordan pelas "letras majestosas e também muito reais".

### Voz
O'Riordan, o mezzo soprano não faz Limiting quando faz aquela quebra acentuada do registro no peito para fazer High-notes/falsete na segunda sílaba da palavra "Zumbi". Ela está realmente choramingando. Mikael Wood, do Los Angeles Times, descreveu O'Riordan "levando sua voz a um extremo irregular para incorporar a dor". Sonia Saraiya, crítica de música e TV do Miami Herald e Chicago Tribune , escreveu para a Variety.que sua voz "muitas vezes parecia maior do que seu corpo pequeno", e também comentou que o refrão "praticamente grunhiu sua voz de sino com um som de vogal gutural".
"Eles insistiram em ser inovadores genuínos e originais, criando seu próprio lugar no ethos do rock alternativo. Os Cranberries são mestres do ofício. Mas a voz de O'Riordan é apenas uma liga própria. Ela não faz nenhum esforço para esconder seu sotaque. De fato, acrescenta riqueza e personalidade à sua voz. O'Riordan coloca tudo sobre a mesa. Belas. Sem compromissos e implacável. O'Riordan afunda seus ganchos em você e mantém você refém com seu ataque vocal de tirar o fôlego."
-  Joe Hughes, em nação alternativa.

## Videoclipe

### Sinopse e Produção
"Lembro-me de ir a Belfast, quando estávamos filmando, e saí com uma câmera quando ainda era uma cidade sitiada e tinha uma arma puxada por mim por um soldado. Eu estava em lugares que realmente não deveria estar, mas eu estava tentando mergulhar no que era a identidade irlandesa. O sangue e a alma, a história e a dor do que aquela música realmente era ".
- Samuel Bayer, diretor de fotografia e diretor, em dezembro de 2017, falando das filmagens do videoclipe de "Zombie".
O videoclipe "Zombie" foi lançado em outubro de 1994.  O vídeo foi dirigido por Samuel Bayer, e produzido por Doug Friedman  e HSI. Produções.
O videoclipe foi filmado em Belfast capital da Irlanda do Norte, durante o The Troubles, com imagens reais. No vídeo, Dolores O'Riordan está coberto de maquiagem dourada e aparece na frente de uma cruz com um grupo de garotos coberto de maquiagem prateada. O vídeo também inclui clipes de crianças locais que jogam jogos de guerra,  uma performance de The Cranberries, e de soldados britânicos das montanhas Argyll e Sutherland (como é evidente em o reconhecimento tático da linha vermelha fina pisca) em patrulha na Irlanda do Norte. Ele também possui fotos de vários murais ( IRA , UDA , UFF , UVF , Bobby Sands)
O videoclipe de "Zombie" foi banido pela BBC no momento do lançamento da música. O que trouxe uma versão editada, que se concentra nas imagens de cores, foi filmada em um palco sonoro em Los Angeles durante um período de 6 dias.

### Recepção
O videoclipe foi bem recebido na qual que a música e o vídeo reflete bem o lugar, bem como considerado importante para a história Irlandesa que "impressionou milhões de pessoas em todo o mundo".
Em 23 de outubro de 2019, "Zombie" ficou em 5º lugar na lista definitiva dos videoclipes de rock mais vistos do mundo , lançado pela Vevo. Em 18 de abril de 2020, o videoclipe oficial conseguiu alcançar mais de 1 bilhão de visualizações e se tornou a primeira música liderada por mulheres e a sexta música do século 20 a alcançar esse marco.
Em 20 de abril de 2020, o vídeo de "Zombie" foi remasterizado em resolução 4K e lançado oficialmente para o YouTube , com imagens inéditas da gravação original.

## Faixas
CD single
1. "Zombie" (Edit) – 4:13
2. "Away" – 2:39
3. "I Don't Need" – 3:32

Os lados B não foram lançados antes. "Away" é parte da trilha sonora do filme Clueless.
Edição Limitada
1. "Zombie" – 5:08
2. "Waltzing Back" – 3:45
3. "Linger" – 5:25

Tanto "Waltzing Back" quanto "Linger" foram gravadas ao vivo no Fleadh Festival a 11 de junho de 1994.

## Covers
- Em 1995 uma versão eurodance do duo francês A.D.A.M com a participação de Amy chegou à 16ª colocação no UK singles chart,[42] ali permanecendo por onze semanas.
- Em 10 de setembro de 1995, a banda Faith No More tocou a canção no festival "Monsters of Rock" no Estadio Ferrocarril Oeste em Buenos Aires, Argentina.
- Em 2006, o projeto paralelo de Constance Rudert (vocalista da banda Blutengel) Cinderella Effect fez uma versão da música no álbum Pearls.
- Em 2008, a banda Animal (formada por Randy Piper, ex-guitarrista do W.A.S.P) fez uma versão da música
- Em 2009, Jay Brannan fez uma versão da música no seu álbum In Living Cover.
- Em 2017, a banda Bad Wolves gravou uma versão, que após ser enviada para Dolores O'Riordan levou a cantora a querer participar da regravação de sua música, mas ela morreria em janeiro de 2018 antes de poder conseguir gravar seus vocais. O grupo então lançou seu cover três dias após a morte de O'Riordan, que liderou a parada Mainstream Rock e levou a banda a doar US$250,000 aos filhos de O'Riordan.[43] O clipe da versão tem homenagens a O'Riordan, incluindo uma modelo pintada de dourado como ela o fez no clipe original.[44]
- Em 2019, o rapper Vic Mensa gravou uma versão com seu grupo punk 93Punx no aniversário de morte de O'Riordan.[45] Após o clipe de "Zombie" passar um bilhão de visualizações no YouTube em 2020, 93Punx lançou um clipe para seu cover.[46]
- Em 2020, a cantora Miley Cyrus fez uma versão da música no seu album Plastic Hearts.[47]
- Em 2023, os DJs Illenium, Excision e Wooli fizeram um remix de "Zombie" com vocais de Valerie Broussard.[48]
- Em 2024, Bambie Thug gravou uma versão de "Zombie" como promoção de sua participação no Festival Eurovisão da Canção 2024, declarando ser um protesto contra a guerra Israel-Hamas.[49][50]

## Paradas e vendas

### Paradas
| Parada (1994)                        | Melhor colocação |
| ------------------------------------ | ---------------- |
| Irish Singles Chart                  | 3                |
| UK Singles Chart                     | 14               |
| Billboard Hot 100 Airplay            | 22               |
| Billboard Hot Mainstream Rock Tracks | 32               |
| Billboard Alternative Songs          | 1                |
| Billboard Top 40 Mainstream          | 18               |
| Parada (1995)                        | Melhor colocação |
| Australian ARIA Singles Chart        | 1                |
| Austrian Singles Chart               | 1                |
| Belgian (Flanders) Singles Chart     | 24               |
| Belgian (Wallonia) Singles Chart     | 1                |
| Dutch Mega Top 100                   | 3                |
| French SNEP Singles Chart            | 1                |
| German Singles Chart                 | 1                |
| New Zealand RIANZ Singles Chart      | 5                |
| Norwegian Singles Chart              | 2                |
| Swedish Singles Chart                | 2                |
| Swiss Singles Chart                  | 2                |

| Parada de final de ano (1995)    | Poção |
| -------------------------------- | ----- |
| Australian Singles Chart         | 7     |
| Austrian Singles Chart           | 7     |
| Belgian (Flanders) Singles Chart | 36    |
| Belgian (Wallonia) Singles Chart | 2     |
| French Singles Chart             | 2     |
| Swiss Singles Chart              | 7     |

| País      | Certificação      | Data                  | Vendagem |
| --------- | ----------------- | --------------------- | -------- |
| Austrália | Platina quádruplo | 1994                  | 280.000  |
| Áustria   | Ouro              | 22 de janeiro de 1995 | 15.000   |
| Alemanha  | Platina           | 1995                  | 300.000  |